# Commissaire européen au Commerce et à la Sécurité économique

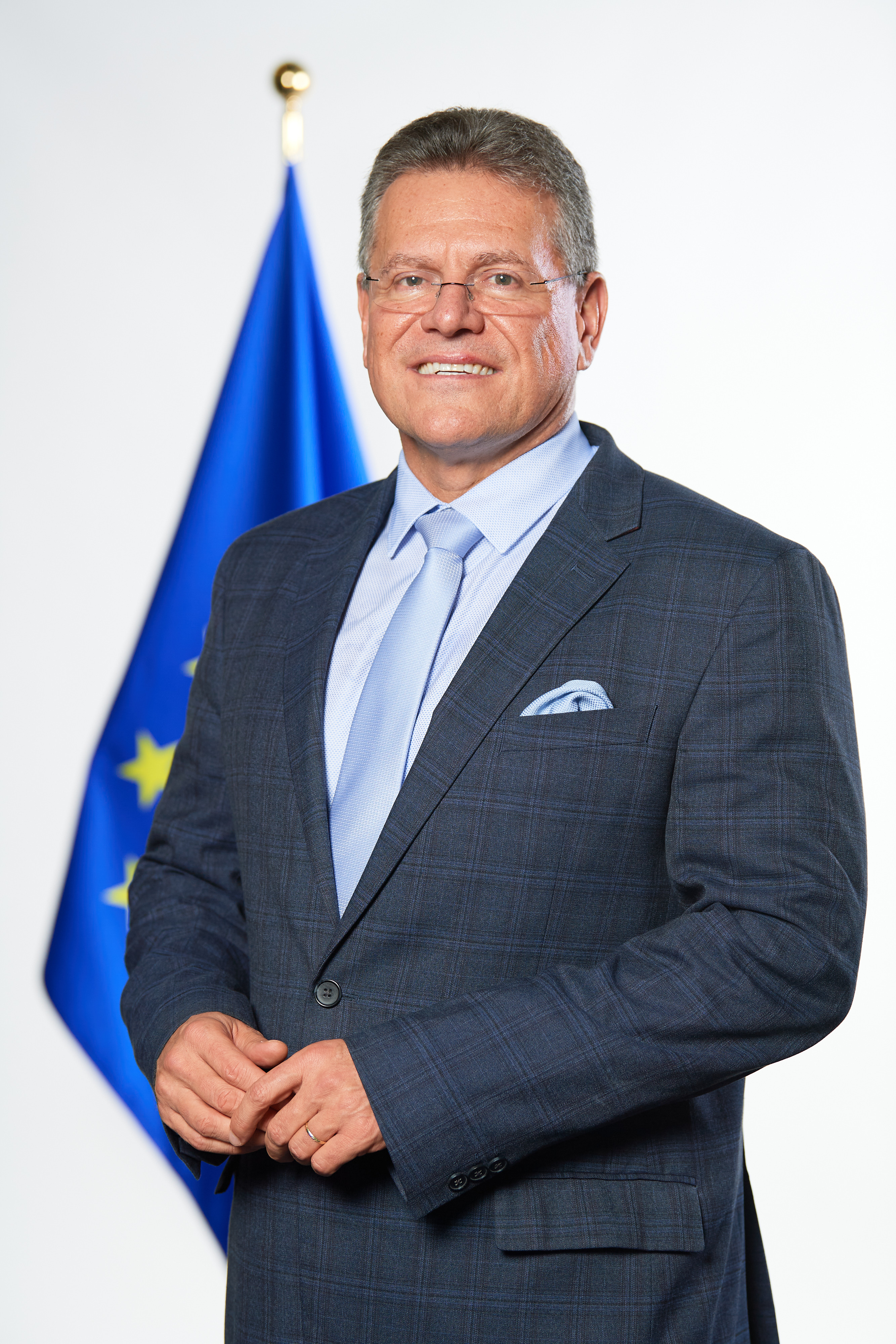
Maroš Šefčovič, actuel commissaire au Commerce et à la Sécurité économique

Le commissaire européen au Commerce et à la Sécurité économique est un membre de la Commission européenne responsable de la politique commerciale extérieure.
Le commissaire est notamment la voix de l'Union européenne au sein d'organisations comme l'OMC.
La fonction est actuellement occupée par le Slovaque Maroš Šefčovič, entré en poste le 1er décembre 2024 au sein de la commission von der Leyen II.

## Liste des commissaires
| Titulaire              | État        | Commission       | Dates         |
| ---------------------- | ----------- | ---------------- | ------------- |
| Jean-François Deniau   | France      | Rey              | 1967-1970     |
| Ralf Gustav Dahrendorf | Allemagne   | Malfatti         | 1970-1973     |
| Ralf Gustav Dahrendorf | Allemagne   | Mansholt         | 1970-1973     |
| Vacant                 | Vacant      | Ortoli           | 1973-1977     |
| Vacant                 | Vacant      | Jenkins          | 1977-1981     |
| Vacant                 | Vacant      | Thorn            | 1981-1985     |
| Willy De Clercq        | Belgique    | Delors I         | 1985-1989     |
| Frans Andriessen       | Pays-Bas    | Delors II        | 1989-1993     |
| Leon Brittan           | Royaume-Uni | Delors III       | 1993-1995     |
| Vacant                 | Vacant      | Santer           | 1995-1999     |
| Pascal Lamy            | France      | Prodi            | 1999-2004     |
| Danuta Hübner          | Pologne     | Prodi            | 2004          |
| Lord Peter Mandelson   | Royaume-Uni | Barroso I        | 2004-2008     |
| Lady Catherine Ashton  | Royaume-Uni | Barroso I        | 2008-2009     |
| Karel De Gucht         | Belgique    | Barroso II       | 2009-2014     |
| Cecilia Malmström      | Suède       | Juncker          | 2014-2019     |
| Phil Hogan             | Irlande     | von der Leyen I  | 2019-2020     |
| Valdis Dombrovskis     | Lettonie    | von der Leyen I  | 2020-2024     |
| Maroš Šefčovič         | Slovaquie   | von der Leyen II | 2024-en cours |